# 過去に存在したオークワの店舗
過去に存在したオークワの店舗（かこにそんざいしたオークワのてんぽ）は、かつてオークワとして営業していた店舗と、改築等に伴い改称された店舗の情報を記述する。 

## 業態変更して存続している店舗
- パームシティ和歌山店（和歌山市中野31[1]、1993年（平成5年）11月18日開店[1]）

改装し、2013年（平成25年）12月6日にスーパーセンターオークワパームシティ和歌山店へ業態変更。
- 岩出西店（岩出市[2]、1999年（平成11年）10月23日開店[2]）

開業時点では敷地面積15,857m2、延床面積5,039m2、売場面積3,432m2。レギュラータイプのオークワとして開店した後、2006年（平成18年）4月15日にメッサオークワへ業態変更。2015年（平成27年）11月14日にレギュラータイプのオークワへ業務形態を戻した。

## 過去に存在したオークワの店舗

### 和歌山県

#### 和歌山市
- 屋形店（和歌山市屋形町4丁目29番地[5]、1963年（昭和38年）12月16日開店[6] - 2021年（令和3年）9月30日閉店）

店舗面積1,320m2。
『主婦の店和歌山店』として開店。創業より3店舗目にして和歌山市1号店となった店舗。1970年（昭和45年）から1974年（昭和49年）には、本社機能も併設されていた。2005年（平成17年）9月に一旦閉店しプライスカットへ業態変更。その後建物老朽化の為2013年（平成25年）に閉店・建て替えを行い『オークワ屋形店』として再オープンした。なお、この建て替え時に、直営売り場面積を大幅に縮小（3,800m2→917m2）した。跡地はツルハドラッグ屋形店。
- 和歌山駅前店(和歌山市吉田323[7]、1975年（昭和50年）4月開店[8] - 2005年2月14日閉店）

店舗面積2,164m2。2005年（平成17年）5月27日に和歌山中之島店開店に伴い閉店。跡地は赤や和歌山店。
- 日昌店（和歌山市中之島字上島[8]、1980年（昭和55年）10月開店[8] - 2005年5月8日閉店）

店舗面積539m2。2005年（平成17年）5月27日に和歌山中之島店開店に伴い閉店。跡地はママショップを経て取り壊され、コープ中之島店。
- 紀ノ川店（和歌山市市小路田中[8]、1977年（昭和52年）1月開店[8] - 2000年閉店）

店舗面積1,387m2。2000年（平成12年）12月8日に「オー・ストリート紀ノ川」開店 に伴い閉店。跡地は分譲住宅地。
- 楠見店（和歌山市粟[8]、1983年（昭和58年）1月開店[8] - 2000年閉店）

店舗面積859m2。2000年（平成12年）12月8日に「オー・ストリート紀ノ川」開店 に伴い閉店。建物は取り壊され、跡地はスーパーサンワ楠見店を経て、2020年よりウエルシア和歌山楠見中店。
- 鳴神店（和歌山市鳴神字櫛ノ掛121-1[7]、1977年（昭和52年）8月開店[8] - 2013年1月10日閉店）

店舗面積1,384m2。閉店後建物は解体され、現在は更地となっている。
- 松江店（和歌山市松江北[8]、1970年（昭和45年）7月開店[8] - ?閉店）

店舗面積3,680m2。
- 加太店（和歌山市加太[8]、1982年（昭和57年）8月開店[8] - 2003年（平成15年）1月27日閉店）

店舗面積776m2。
- 北島店（和歌山市孤島字宇治郡262-2[11]、1982年（昭和57年）6月開店[12][11] - 2004年閉店）

売場面積499m2。2004年12月11日に「メッサオークワ ガーデンパーク和歌山店」開店 に伴い閉店。併設されていたパーティハウスや黒潮寿司も順に解体され、跡地はオートバックスわかやま北。
- 西浜店→プライスカット西浜店(和歌山市西浜938-2[7]、1984年（昭和59年）1月開店[8] - 2015（平成27年）2月1月20日閉店)

店舗面積1,019m2。2004年（平成16年）4月にプライスカットに業態変更。DS業態1号店だった。
- プライスカットオークワ医大病院前店（和歌山市[15]、2006年（平成18年）2月24日開店[15] - 2014年7月14日閉店）

店舗面積2,001m&sup2 ヒラマツ紀三井寺店から業態転換 後、2014年（平成26年）9月4日に「スーパーセンター　オークワセントラルシティ和歌山店」開店 に伴い閉店。跡地は現在駐車場。
- 小倉店（2004年（平成16年）2月11日開店[18] - 2005年ごろ閉店）

閉店後はママショップ小倉店として営業していたが、ママショップの運営会社倒産により閉店。その後2018（平成30）年11月21日より、子会社の株式会社ヒラマツがザ・ロウズ小倉店として営業している。

#### 岩出市
- プライスカット岩出北店（岩出市[20]、2006年（平成18年）4月26日開店[20] - 2014年（平成26年）1月26日閉店[21]）

子会社の株式会社ヒラマツに営業譲渡し、ザ・ロウズ岩出北店としてリニューアルオープン。
- ミレニアシティ岩出店（岩出市川尻、2000年（平成12）11月29日開店 - 2020年（令和2年）9月20日閉店）

旧ニチイ岩出店→岩出サティの跡地に出店していた。閉店後、建物は取り壊され、フォレストモール岩出。

#### 紀の川市
- （初代）貴志川店(紀の川市貴志川町[22]）

売場面積約500m2。1999年（平成11年）8月7日に（2代目）オークワ貴志川店（売場面積約2,572m2）が開店。
- （初代）粉河店（紀の川市粉河町東鳥居[8]、1987年（昭和62年）6月開店[8] - 閉店）

売場面積888m2。
（2代目）粉河店（売場面積1,959m2）の1998年（平成10年）11月27日開店に伴い閉店。現在は建物そのままセリア粉河店。
- 那賀丸井店→紀の川名手店（紀の川市名手西野363-1[7]、1987年（昭和62年）6月開店[24] - 2014年（平成26年）9月16日閉店）

売場面積495m2。閉店後、建物は解体。跡地にファミリーマート紀の川名手店。
- 吉田店（那賀郡岩出町、開店 - 1999年（平成11年）10月20日閉店[2]）

#### 伊都郡
- （初代）高野口店（伊都郡高野口町[12]、1992年（平成4年）4月開店[12] - 2002年（平成14年）2月25日閉店）

店舗面積495m2。2001年（平成13年）10月31日付で高野口サティ跡地を買収して開店。2002年（平成14年）3月8日に移転閉店。跡地は産直市場よってって高野口店。
- 笠田店（伊都郡[24]、1988年（昭和63年）12月開店[24] - 閉?店）

店舗面積495m2。近隣にかつらぎ店開店に伴い、妙寺店と統合移転する形で閉店。跡地はそのまま、TSUTAYA WAY笠田店を経て、現在はガソリンスタンド。
- 妙寺店（伊都郡[24]、1988年（昭和63年）9月開店[24] - 閉店）

店舗面積495m2。建物そのまま、現在ははーと＆はーと妙寺店。
- 打田店→プライスカット打田店(伊都郡[26]、1989年（平成元年）4月開店 - ?閉店）

店舗面積921m2。現在はTSUTAYA WAY打田店。「オー・ストリート打田」が2001年（平成13年）1月18日に開店。

#### 橋本市
- 橋本隅田店（橋本市[28]、1998年（平成10年）11月21日開店[28] - 2005年（平成17年）4月11日閉店）

売場面積1,975m2。JR隅田駅に近い平屋建ての店舗。オーストリート橋本彩の台店開店に伴い閉店。跡地はそのまま、TSUTAYA WAY橋本隅田店を経て、現在はニトリ橋本店。
- 橋本林間店（橋本市[12]、1994年（平成6年）10月開店[12] - 2014年8月18日閉店）

店舗面積5,000m2。閉店後、建物は解体。跡地に松源橋本林間店が2015年10月6日オープン。

#### 海南市
- 海南下津店（海南市下津町上150-2、2018年（平成30年）11月15日開店[29] - 2020年8月20日閉店）

店舗面積1,754m2。鉄骨平屋建て、駐車場84台（ココカラファインと共用）。2013年に自己破産した生コンクリート製造業「武田誠産業（株）」 跡地に、
近隣地にて営業していた「ジップドラッグ東洋下津店」の運営会社だった株式会社ココカラファインとの共同出店 の形で開店。
開店後、隣接していたJAながみね下津支店（旧支店）跡に駐車場を増設。
新築店舗での開店でありながら、わずか1年9か月いう短さで閉店となった（閉店後もココカラファインはそのまま継続）。
- （初代）海南店（海南市日方、1970年（昭和45年）1月開店 - 閉店時期不明）

鉄骨3階建て。海南駅近くにて営業していた。ショッピングタウン・ココの開店に伴い、移転。その後、店舗は解体された。現在はマンショングランドハイツ日方。
- 海南ココ店（海南市[12]、1978年（昭和53年）2月開店[12] - 2010年5月9日閉店）

直営店舗面積1,972m2。海南ショッピングタウン・ココ内にあったが、ココの閉鎖とともに閉店。海南駅から約700mに「シーサイド海南」の核店舗として「スーパーセンターオークワ海南店」が2011年（平成23年）10月29日に開店。
- プライスカット海南下津店（海南市下津町小南127-1、2007年（平成19年）3月7日開店[33] - 2014年7月22日閉店）

旧Aコープしもつ店跡に開店。閉店後、店舗は解体され建設業者の資材置き場に。
- FCひかり店→海南黒江店→プライスカット海南黒江店（海南市岡田字横山611-1[7]、1987年（昭和62年）6月開店[8] - 2014年7月28日閉店）

売場面積495m2。閉店後、店舗は解体され、分譲住宅地になった。
- 紀美野店→オー!ジャスト!紀美野店（1995年（平成7年）6月開店 - 2014年（平成26年）2月閉店）

海南野上店開店に伴い2010年（平成22年）11月7日に閉店。一時休業を経た後、コンビニエンススーパーマーケット（CSM）業態に転換して営業していた。閉店後、店舗は解体され、跡地にはローソン紀美野町役場前店が開店した。

#### 有田郡
- （初代）吉備店（有田郡有田川町大字徳田[8]、1976年（昭和51年）12月開店[8] - ）

店舗面積1,430m2。旧・有田鉄道金屋口駅前にて営業していた。店舗機能を2代目店に移転後、空き店舗に。その後、解体され更地となっている。。
- （2代目）吉備店（有田郡有田川町[34]、1997年（平成9年）12月12日開店[34] - ）

店舗面積1,487m2。鉄骨平屋建てで、駐車場270台。初代店舗と異なって衣料品売り場を設置せず、食品に特化した。建て替えて、現在はスーパーセンターオークワ有田川店。

#### 田辺市
- オークワ新通店→プライスカット新通店（田辺市湊6番30号、?開店 ‐ 2021年（令和3年）2月19日閉店 [36]
- オークワ田辺店→オーシティ田辺店（田辺市東山1丁目5番1号、1982年（昭和57年）4月16日開店 - 2021年（令和3年）2月20日閉店)

同年3月6日に隣接地（旧オーシティ田辺駐車場跡）にてオークワ田辺東山店がオープン。

#### 西牟婁郡
- 白浜店（西牟婁郡白浜町字矢倉[8]、1973年（昭和48年）11月開店[8] - 2001年（平成13年）12月9日閉店[37]）

売場面積1,069m2。ミドリ白浜店(現・グルメシティ白浜店)内にあり、衣料品のみ販売だった。 2001年（平成13年）12月15日の白浜堅田店開店に伴い閉店。
- 日置川店→日置店（西牟婁郡日置川町日置[8]、1978年（昭和53年）3月開店[8][26]）

売場面積396m2。
- （初代）すさみ店（西牟婁郡すさみ町周参見字向芝[8]、1974年（昭和49年）11月開店[8] - 2008年（平成20年）6月24日閉店）

#### 新宮市
- 主婦の店新宮店[38][39]→大桑百貨店[40]→ペアシティ新宮店（新宮市仲ノ町388[40]、1959年（昭和34年）3月20日開店[39][40] - ?)

店舗面積3,450m2→4,659m2。
和歌山県初のスーパーマーケットとして開店した、オークワ第1号店。
ショッピングセンターのペアシティ新宮の核店舗。建物の一部はレギュラー業態の新宮仲之町店として存続。
- 三輪崎店（新宮市三輪崎[8]、1975年（昭和50年）2月開店[8] - ?)

店舗面積578m2。
新宮佐野店開店に伴い閉店
- 新宮佐野店（2001年（平成13年）12月21日開店[41] - 2005年頃閉店）

JR紀勢本線紀伊佐野駅から約1.5kmのに出店した鉄骨平屋建ての店舗。
敷地面積3,388m2、延床面積1,127m2、直営売場面積793m2。
スーパーセンターオークワ南紀店の開店に伴い閉店。建物はそのまま、現在はファッションパークナカミチ新宮佐野店。
- 野田店（新宮市新宮字野田[8]、1973年（昭和48年）2月開店[8] - 2011年（平成23年）8月31日閉店）

売場面積667m2。
- 橋本店（新宮市新宮字日々[8]、1969年（昭和44年）3月10日開店[42] - 2005年4月11日閉店[要出典])

店舗面積330m2→570m2。

### 奈良県

#### 奈良市
- あやめ池店（奈良市[26]、1989年（平成元年）12月開店[26] - 2003年頃閉店）

売場面積495m2。
奈良市に、2000年（平成12年）4月27日に「奈良古市店」が開店。
- 大安寺店（奈良市恋の窪1-281-3[7]、1992年（平成4年）10月開店[26] - 2004年頃閉店）

売場面積495m2。
現在、跡地の建物はそのまま、キリン堂大安寺店。

#### 橿原市
- 真菅店（橿原市曽我町字高堤[24]、1987年（昭和62年）7月開店[24] - 2003年11月6日閉店）

売場面積495m2。
- 橿原耳成店（橿原市出合町[24]、1988年（昭和63年）5月開店[24] - ?閉店）

売場面積495m2。
2000年（平成12年）4月には橿原市に、「オークワ橿原常盤店」（7日）と「オークワ橿原醍醐店」（21日）が開店。

#### 大和高田市
- 高田礒野店（大和高田市磯野南町[24]、1987年（昭和62年）12月開店[24] - 閉店）

売場面積495m2。
大和高田駅の北の国道165号線沿いに「高田神楽店」（売場面積1,181m2<）が1997年（平成9年）12月19日に開店。

#### 天理市
- 天理店（天理市[26]、1988年（昭和63年）12月開店[26] - 2000年（平成12年）閉店)

売場面積495m2。
2000年（平成12年）8月10日に「天理南店」が開店。
天理南店開店に伴い閉店。現在はTSUTAYA WAY天理店。
1995年（平成7年）4月14日に「天理北店」（売場面積3,000m2）が開店。

#### 北葛城
- 香芝店（北葛城郡香芝町別所[8]、1987年（昭和62年）11月開店[8] - ?閉店）

売場面積495m2。
1995年（平成7年）4月14日に「香芝南店」（売場面積2,500m2）が開店。
現在はジャパン香芝店。
- 香芝尼寺店（2000年（平成12年）7月28日開店[49] - 2008年（平成20年）3月12日閉店）

2008年（平成20年）3月27日に「香芝インター店」が開店。
現在はTSUTAYA WAY香芝尼寺店。
- 五位堂店（北葛城郡香芝町別所[8]、1983年（昭和58年）4月開店[8] - 1992年閉店）

売場面積495m2。
建物はそのまま、ボトルワールドOK香芝店。
- 広陵店（北葛城郡[26]、1991年（平成3年）7月開店[26] - 2014年7月14日閉店）

売場面積495m2。
現在、建物が解体され、跡地にスーパーエバグリーン広陵店。

#### 大和郡山市
- （初代）大和郡山筒井西店（大和郡山市[26]、1990年（平成2年）8月開店[26] - 閉店）

売場面積495m2。
- （2代目）大和郡山筒井西店（大和郡山市、2009年（平成21年）9月26日開店[51] - 2014年9月閉店）
- （初代）大和郡山筒井店（大和郡山市[24]、1990年（平成2年）8月開店[24] - 閉店）

売場面積495m2。
（2代目）大和郡山筒井店の2003年（平成15年）8月9日開店に伴い閉店。
- 大和郡山九条店（大和郡山市[26]、1991年（平成3年）11月開店[26] - 2006年10月17日閉店）

売場面積495m2。
大和郡山柳町店開店に伴い閉店。跡地の建物はそのまま、やまや大和郡山店。
- 大和郡山筒井西店

2009年（平成21年）9月26日開店、2014年（平成26年）9月閉店。

#### 桜井市
- （初代）桜井店（桜井市大字外山1112[7]、1986年（昭和61年）11月開店[8] - 2003年（平成15年）閉店）

売場面積499m2。
2003年（平成15年）8月9日に現在地に移転。
- 桜井西店（桜井市[26]、1989年（平成元年）11月開店[26] - 2003年11月6日閉店）

売場面積495m2。
桜井駅から約800mに「スーパーセンターオークワ桜井店」（売場面積約7,500m2<）が2010年（平成22年）3月13日に開店。

### 大阪府
- 主婦の店オークワ生野店（大阪市生野区猪飼野中2[55]、1966年（昭和41年）10月23日開店[55]?閉店）

店舗面積1,560m2
- スーパーセンターオークワコスタモール二色の浜店（2005年（平成17年）9月22日開店[56] - 2009年（平成21年）5月25日閉店）

コスタモール二色の浜内で営業していた。
- 岡田店（泉南市岡田[8]、1983年（昭和58年）4月開店[8] - 1992年（平成4年）閉店）

売場面積553m2。
スカイシティ泉南店開店に伴い閉店。
- スカイシティ泉南店（泉南市北野2丁目4番1号[57]、1992年（平成4年）12月18日開店[57] - 2014年（平成26年）6月16日閉店[58]）: 敷地面積約57,521m2[57]、延床面積約33,969m2[57]、売場面積約16,000m2[57]、直営売場面積約10,500m2[57]。

店舗跡の建物は2015年（平成27年）から解体。
- オークタウン貝塚店（2002年 （平成14年）4月12日開店 - 2018年（平成30年）2月12日閉店）

ユニチカオークタウン貝塚内で営業していた。
- 高槻大塚店（2011年（平成23年）4月8日開店[60] - 2014年（平成26年）3月9日閉店[61]）

跡地はジョーシン高槻大塚店。
- 寝屋川店（寝屋川市[63]、1997年（平成9年）12月12日開店[63] - 2015年（平成27年）1月13日閉店）

店舗面積2,180m2、駐車場100台。
建物はそのまま、サンドラッグ及びサンディ東香里店。

### 兵庫県
- オークワ加古川野口店 （2010年（平成22年）4月29日開店[65] - 2014年（平成26年）2月19日閉店[61]）

閉店後、建物はそのままでアグロガーデン加古川野口店→ダイレックス加古川野口店。
- オークワ三田店（2013年（平成25年）3月15日開店[66] - 2022年（令和4年）3月20日閉店[67]）

建物はそのまま、現在はロピア三田対中店。

### 三重県

#### 伊賀市
- 伊賀上ノ庄店（2014年（平成26年）9月16日閉店）[要出典]
- オークワジョイシティ伊賀上野店（1998年（平成10年）6月開店 - 2018年（平成30年）2月28日閉店）

#### 名張市
- スーパーセンターオークワ名張店

パークシティなばり店として開業し、その時点では総売場面積13,573m2に直営面積9,000m2であったが、2002年（平成14年）4月24日に直営面積を半減して専門店などを導入する改装を行った。
2010年（平成22年）2月21日スーパーセンターオークワ名張店にリニューアルし、2016年（平成28年）10月30日（日）閉店。

#### 鈴鹿市
- プライスカット鈴鹿エース店（2006年（平成18年）4月19日開店[70] - 2015年（平成27年）1月19日閉店[要出典])

#### 津市
- 津高茶屋店（1999年（平成11年）9月24日開店[71] - ?）

閉店後、建物はそのままでケーズデンキ桜橋パワフル館→MEGAドン・キホーテ津桜橋店。
- 津ラッツ店→プライスカット津ラッツ店（2006年（平成18年）12月1日開店 - 2011年（平成23年）1月10日閉店）[要出典]

ショッピングモール・ラッツ内で営業していた。
跡地はユニクロが入居。
- スーパーセンターオークワ河芸店

オークワ河芸店が2009年（平成21年）2月27日にメガ・プライスカット河芸店に改装、2014年（平成26年）2月28日に再度改装してスーパーセンターオークワ河芸店となるも、2018年（平成30年）8月20日に閉店。その後オークワ三重事務所を経て現在は東京インテリア家具 津河芸店。

#### 松阪市
- 松阪大口店→プライスカット松阪大口店（松阪市荒木町160[7]、? - 2014年（平成26年）7月14日閉店）
- 松阪サンタン店（松阪市長月町宇下石川88-30[7]、1975年（昭和50年）開店 - ?）

建て替えのため閉店。
- 松阪長月店（2002年（平成14年）12月6日開店 - 2020年（令和2年）1月19日閉店[72]）

松阪サンタン店の後継店舗だった。

#### 志摩市
- 志摩店（志摩郡志摩町布施田1701-1[7]、

現在はぎゅーとら志摩店。

#### 南・北牟婁
- 神志山店（南牟婁郡御浜町下市木三軒屋4647[7]、1978年（昭和53年）開店 - 2012年（平成24年）1月20日閉店）

現在は農業屋御浜店。
- 長島店→プライスカット長島店（北牟婁郡紀伊長島町東長島字玉668-1[7]、1979年（昭和54年）9月開店 - 2012年（平成24年）5月7日閉店）

株式会社オークワ（三重）の店舗として開店、2005年（平成17年）4月にプライスカットに業態変更。
建て替えて、2012年（平成24年）11月15日に2代目・紀伊長島店が開店。

#### 尾鷲市
- 中川店（尾鷲市小川西町6-22[7]、

現在はTSUTAYA WAY尾鷲店。

#### 熊野市
- （初代）熊野店（熊野市木本町636[7]、1958年（昭和33年）6月18日開店[74] - 2012年（平成24年）12月6日閉店）

売場面積660m2
- 井戸店

### 愛知県

#### 名古屋市
- パレマルシェ城北店（名古屋市北区金城1-2-21[75]、1971年（昭和46年）7月開店[24] - 2014年（平成26年）8月17日閉店[要出典]）

店舗面積約919m2。
- 名鉄ストアー又穂店→名鉄マルシェ又穂店→パレマルシェ又穂→プライスカット又穂店（名古屋市西区又穂町2-1[77]、1967年（昭和42年）6月開店[78] - 2015年（平成27年）1月19日閉店）

名古屋鉄道が所有する土地に建設された住宅公団又穂団地 内に出店していた。
店舗面積約1,188m2。
2012年（平成24年）2月21日付でオークワのディスカウント業態部・プライスカット業態に編入。

#### 尾張（名古屋市以外）
- パレマルシェ常滑店（常滑市鯉江本町5-140[77]、1987年（昭和62年）3月開店[24] - 2012年（平成24年）8月閉店[81]）

常滑駅に出店していた。
店舗面積約6,102m2。
オークワとの合併後、初の閉店となる。

#### 三河
- （初代）パレマルシェ西尾店（西尾市住吉町4-18[82]、1973年（昭和48年）12月開店[83] - 2013年（平成25年）8月18日閉店）

西尾駅の駅ビルで百貨店として営業していたが、再開発に伴い閉店。直営売場面積約1620坪。
2013年（平成25年）8月21日に旧店舗より南へ50m離れた場所へ鉄骨造り平屋建ての食品スーパーとして移転して再開店した。
- 岡崎インター店（岡崎市大平町石丸38）（2009年8月開店 - 2024年2月20日閉店[84]）

跡地はそのままロピア・ドラッグストアクリエイト岡崎インター店として同年7月26日に開店。

### 岐阜県
- オークワ安八店（安八町、2012年（平成24年）7月25日開店[86] - 2015年（平成27年）2月15日閉店）

建物は一部改装を行い、ディスカウント ドラッグコスモス安八店として、2016年1月30日オープン。
- プライスカット柳津店（岐阜市柳津町、2008年（平成20年）7月4日開店 - 2022年（令和4年）1月30日閉店）

### 静岡県
- パレマルシェかじ町店（浜松市中区［現・中央区］鍛冶町[87]、2009年（平成21年）5月14日開店[88] - 12月6日閉店[87]）

旧イトーヨーカドー浜松駅前店のビルを利用した再開発店舗「かじ町プラザ」1階に出店していた。
全フロアをテナント招致することを条件に出店したが、実現しなかったため約半年で撤退した。
- オークワラフレ初生店（浜松市北区［現・中央区］、2017年（平成29年）12月13日開店、2019年（令和元年）9月20日閉店）

2017年秋に撤退したアピタ初生店食品売場の跡地に出店した。閉店後のスペースは長らく空き店舗のままであったが、2021年にケーズデンキが出店している。